# Jennifer Zameto
Hillary Jennifer Zameto, née le 27 mars 2002 à Bégoua (République centrafricaine) , est une karatéka française.

## Carrière
Jennifer Zameto est vice-championne d'Europe des moins de 21 ans en 2021 à Tampere.
Aux Championnats du monde de karaté 2021 à Dubaï, elle est médaillée d'argent de kumite par équipe avec Alizée Agier, Léa Avazeri et Laura Sivert ; l'équipe française s'incline en finale contre l'Égypte.
Elle est médaillée de bronze en kumite par équipes aux championnats d'Europe 2022 à Gaziantep ainsi qu'aux championnats d'Europe 2023 à Guadalajara et aux championnats d'Europe 2024 à Zadar.